# معتمدية جربة ميدون
معتمدية جِرْبَة مِيدُون إحدى المعتمديات الثلاثة لجزيرة جربة بالجنوب التونسي. عاصمتها ميدون.